# Jalen Mills
Jalen Mills (Dallas, 6 aprile 1994) è un giocatore di football americano statunitense che milita nel ruolo di cornerback per i New England Patriots della National Football League (NFL).

## Carriera

### Philadelphia Eagles
Mills al college giocò a football con gli LSU Tigers dal 2012 al 2015. Fu scelto nel corso del settimo giro (233º assoluto) nel Draft NFL 2016 dai Philadelphia Eagles. Debuttò come professionista nella vittoria del primo turno sui Cleveland Browns mettendo a segno 2 tackle. La sua stagione da rookie si concluse disputando tutte le 16 partite, 2 delle quali come titolare, con 61 tackle e 7 passaggi deviati.
Nell'ottavo turno della stagione 2017, Mills mise a segno un intercetto sul quarterback dei San Francisco 49ers C.J. Beathard ritornando il pallone in touchdown, venendo premiato come miglior difensore della NFC della settimana. Il 4 febbraio 2018 allo U.S. Bank Stadium di Minneapolis partì come titolare nel Super Bowl LII vinto contro i New England Patriots per 41-33, il primo trionfo della storia della franchigia.
Il 17 marzo 2020 Mills rinnovo per un anno con gli Eagles per un valore di 5 milioni di dollari.

### New England Patriots
Il 16 marzo 2021 Mills firmò con i New England Patriots un contratto quadriennale del valore di 24 milioni di dollari.

## Palmarès

### Franchigia
- Super Bowl : 1

Philadelphia Eagles: LII
- National Football Conference Championship: 1

Philadelphia Eagles: 2017

### Individuale
- Difensore della NFC della settimana: 1

8ª del 2017